# Монкстаун (Корк)
Монкстаун (англ. Monkstown; ирл. Baile an Mhanaigh) — деревня в Ирландии, находится в графстве Корк (провинция Манстер). Население — 4595 человек (по переписи 2002 года).